# 折井正辰
折井 正辰（おりい まさたつ、慶安3年（1650年） - 享保14年7月3日（1729年7月28日））は、江戸時代の旗本。子女に市子（柳沢吉保養女、松平輝貞室）、娘（伊奈忠順）室など。淡路守。
柳沢氏と同じ先祖が甲斐国武川衆のため、柳沢吉保のもとで重用され、元禄14年12月1日に大目付となった。正徳2年（1712年）3月30日まで勤め、寄合となった。